# Hypolimnas libateia
Hypolimnas libateia är en fjärilsart som beskrevs av Francis Gard Howarth 1962. Hypolimnas libateia ingår i släktet Hypolimnas och familjen praktfjärilar. Inga underarter finns listade i Catalogue of Life.